# Charles Martin Loeffler
Charles Martin Loeffler (Mülhausen, Alsàcia, Alemanya, 30 de gener de 1861 - 6 de juny de 1935 als Estats Units) fou un compositor i violinista alsacià-estatunidenc.
Estudià amb Joseph Joachim a Berlín i amb Lambert Joseph Massart a París, cursant la composició amb Ernest Guiraud. Després d'haver actuat durant alguns anys com a concertista de violí, principalment als Estats Units, i tenint alumnes com Irma Seydel a Boston. A partir de 1887, en què adquirí la nacionalitat nord-americana, es va dedicar a la composició, figurant com un dels autors més considerables d'aquell país, tant per l'originalitat de les seves idees com per la brillantor i colorit de la seva instrumentació.
El seu estil general sembla influït per la música popular russa i espanyola.

## Llista de composicions
- Hora mística: Simfonia amb cors en un sol temps
- Vilanelle du diable: poema simfònic (inspirat en Rollina)
- La mort de Tintagile: poema simfònic
- Poema pagà: per a orquestra amb piano obligato
- Poem: per a orquestra
- Memories of my childhood: poema simfònic
- Les veillées de l'Ukranie: suite per a violí i orquestra
- Divertimento: per a violí i orquestra
- Five Irish Fantasies: per a veus i orquestra
- Salm CXXXVII: per a cor de dones amb acompanyament de petita orquestra
- For One Who Fell in Battle: cor a vuit veus mixtes a cappella
- Octet: per a dos violins i viola, violoncel, dos clarinets, arpa i fagot
- Music for Four Stringed Instruments: tres temps d'un quartet d'instruments d'arc
- Canticle of the Sun: per a cor i petita orquestra